# Tetiana Petrivna Volkova
Tetiana Petrivna Volkova (tiếng Ukraina: Волкова Тетяна Петрівна; sinh ngày 4 tháng 12 năm 1948) là một nhà khoa học địa chất Ukraina. Bà có học vị Tiến sĩ khoa học Địa chất học và học hàm Giáo sư. Bà là Trưởng bộ môn Khoáng sản và Địa chất Môi trường của Khoa Mỏ và Địa chất của Đại học Kỹ thuật Quốc gia Donetsk cho đến 2014, và là Giáo sư Khoa Kỹ thuật Địa kỹ thuật từ năm 2014 đến năm 2023 (trước năm 2020 là Khoa Địa chất, Thăm dò và Chế biến Khoáng sản).

## Tiểu sử
Bà sinh ngày 4 tháng 12 năm 1948. Năm 1971, bà tốt nghiệp Viện Bách khoa Donetsk. Năm 1981, bà tốt nghiệp Viện Bách khoa Từ xa Liên Xô (nay là Đại học Mở Quốc gia Moskva) với bằng kỹ sư khai thác mỏ và địa chất.
Năm 1984, bà theo học chương trình sau đại học tại Viện Bách khoa Donetsk. Năm 1989, bà bảo vệ luận án Phó tiến sĩ và tốt nghiệp bằng Phó tiến sĩ Địa chất. Năm 2004, bà bảo vệ luận án Tiến sĩ khoa học về "Tiêu chí sinh thái và địa hóa để đánh giá các mỏ kim loại hiếm trong các phức hợp kiềm của biển Azov (khiên Ukraina)" và tốt nghiệp bằng Tiến sĩ khoa học Địa chất.

## Tác phẩm khoa học
- Volkova T. P. Теория и практика поисков и оценки редкометальных месторождений. — Donetsk: RVA DonNTU. — 2003. — 102 tr.
- Strekozov S. N., Vasylchenko V. V., Hurskyi D. S., Pozharytskaia L. K., Volkova T. P. Геологическое строение и характер оруденения Азовского месторождения. // Mineralni resursy Ukrainy, 1998, số 3. tr. 6-9.
- Volkova T. P., Fedotova L. A., Strekozov S. N. К вопросу потенциальной рудоносности гранитоидов Восточного Приазовья // Nauchnye trudy NGA, 1998, số 3, tập 2, tr. 56-60.
- Volkova T. P., Alekhyn V. Y., Strekozov S. N. Применение теории информации для решения практических геологоразведочных задач // Nauchnye trudy NGA.- 1999.- số 6, tập 4. — tr. 46-49.
- Volkova T. P., Volkov A. V. Алгоритмы таксономии в решении задач прогноза редкометального оруденения // Kỷ yếu Viện Khai thác Donetsk, 1999, số 2, tr. 114-116.
- Volkova T. P. К проблеме количественного прогнозирования запасов редкометальных месторождений // Sbornik nauchnyh trudov NGA. — 1999.- số 6, tập 1, tr.119-123.
- Volkova T. P. Особенности первичных ореолов Азовского цирконий-редкоземельного месторождения // Trudy DonGTU, serija gorno-geol., 2000, số 11, tr. 129-132.
- Volkova T. P. Проблемы генезиса и рудоносности Октябрьского массива щелочных пород // Nauchnye trudy NGA, 2000, số 4, tr. 9-10.
- Volkova T. P., Strekozov S. M., Fedotova L. A. Спроба використання методів кластерного аналізу при геохімічному розчленуванні продуктивної рідкіснометалевої товщі // Вісник Kyivського національного університету, серія Геологія, số 18, 2000, tr. 27-29.
- Volkova T. P. Рудоконцентрирующая структура Восточного Приазовья // Nauchnye trudy NGA, 2001, số 23, tr. 85-88.
- Volkova T. P., Strekozov S. N. Минералого-геохимические критерии редкометальной специализации докембрийских комплексов Приазовья // Naukovi pratsi DonDTU, 2001, số 24, tr. 120-126.
- Volkova T. P., Hurskyi D. S., Strekozov S. N., Vasylchenko V. V. Геохимическая зональность Азовского месторождения // Mineralni resursy Ukrainy, 2001, số 1, tr. 4-6.
- Volkova T. P. Эволюция редкометальных комплексов и прогноз оруденения // Ridkisni metaly Ukrainy — Kyiv: Zbirnyk nauk.prats IHN NAN Ukrainy, 2001, tr. 27-28.
- Volkova T. P. Информационный анализ при прогнозе эндогенного оруденения // Naukovi pratsi DonNTU, серія, 2001, số 32, tr. 31-37.
- Volkova T. P. Оценка ресурсов редкометальных месторождений в Приазовье по энергии рудообразования // М: Известия ВУЗов, серия Геология и разведка, 2001, số 5, tr. 104—109.
- Volkova T. P. Критерии продуктивности редкометальных месторождений и рудопроявлений Октябрьского массива // Naukovi pratsi DonNTU, 2001, số 36, tr. 63-69.
- Volkova T. P., Strekozov S. N., Vasylchenko V. V., Bahryi Y. D. Геохимические особенности Азовского редкометального месторождения // Геологічний журнал, 2001, số 4, tr. 102-109.
- Volkova T. P. К вопросу достоверности прогнозирования ресурсов полезных ископаемых // Mineralni resursy Ukrainy, 2001, số 4, tr. 32-34.
- Volkova T. P., Smertyn D. A. Поисковые предпосылки месторождений циркона // Naukovi pratsi DonDTU, số 45, tr. 112-117.
- Volkova T. P. Геоинформационная технология прогнозирования рудоносных структур разного ранга // Heoynformatyka, 2002, số 2, tr. 71-78.
- Volkova T. P. Оценка перспективности эндогенного оруденения по данным геохимического картирования // Naukovi pratsi DonNTU, 2002, số 54, tr. 143-149.
- Volkova T. P. Роль процессов дифферециации в формировании месторождений полезных ископаемых // Dopovidi NAN Ukrainy, 2003, số 4, tr. 107-110.
- Volkova T. P. Модель формирования и критерии локального прогноза редкометального оруденения // Metasomatyzm, rudoobrazovanye, poleznыe yskopaemыe — Kyiv: Biểu trưng, Kỷ yếu của IGOS NAS và Bộ Tình trạng khẩn cấp Ukraina, 2003, tr. 283-290.
- Volkova T. P. Fedotova L. A. Геохимическая зональность редкометальных рудных районов // Naukovi pratsi DonNTU. — 2003. — số 63. — tr. 150-157.
- Volkova T. P. Оценка продуктивности геохимических аномалий // Геолого-мінералогічний вісник. — Кривий Ріг: вид-во техн.ун-ту, 2003, số 1(9), tr. 51-57.
- Volkova T. P., Vasylchenko V. V., Strekozov S. N., Yanovskyi V. M., Fedotova L. A. Опыт применения методов кластерного анализа при геохимическом расчленении продуктивной редкометальной толщи // Luận văn hội nghị «Heokhimiia, mineralohiia, paleoheodynamichni osoblyvosti formuvannia ridkisnometalnykh hranitoidiv Ukrainskoho shchyta».- Kyiv, 1995, tr. 21-22.
- Strekozov S. N., Vasylchenko V. V., Volkova T. P. Геологическое строение и характер оруденения Азовского редкоземельного месторождения // Luận văn báo cáo của Hội nghị quốc tế «Blahorodnыe y redkye metallы» lần thứ 2, 23-26 tháng 9 năm 1997- Donetsk, 1997. — tr. 134.
- Volkova T. P. Закономерности локализации редкометальных месторождений Приазовья на основе информационного анализа // Тезисы докладов III Международной конф. « Благородные и редкие металлы», 19-22 tháng 9 năm 2000 — Donetsk, 2000. — tr. 80.
- Volkova T. P. Удосконалення прогнозу ресурсів родовищ корисних копалин на основі розрахунку енергії рудоутворення // Матеріали наук. конф."Геологічна наука та освіта в Україні на межі тисячоліть". Львів: ЛНУ, 2000, tr. 74-75.
- Volkova T. P.. Энергия рудообразования при оценке перспективности редкометальных месторождений Приазовья // Тезисы докладов V Международной конф. «Новые идеи в науках о Земле». — Москва, 2001. — tập  2. — tr. 197.
- Volkova T. P. Y. Вернадский о роли ортитоносных и монацитоносных гранитоидов в геохимии // Доклады Междунар.науч. конф. «Творческое наследие В. И. Вернадского и современность», 10-12 апреля 2001, -Donetsk, 2001, tr. 266-270.
- Volkova Tatyana P. Rare-metallic ore-grade mineralization of the Ukrainian shield's Priazovsky block // The abstracts of International Symposium «Metallogeny of Precambrian Shields».- Kyiv, Ukraina, 13-26 tháng 9 năm 2002, tr. 107.
- Volkova T. P. Y. Вернадский об источнике рудного вещества в месторождениях полезных ископаемых // Доклады Междунар.науч. конф. «Творческое наследие В. И. Вернадского и современность», 10-12 tháng 4 năm 2003, — Donetsk, 2003, tr. 266-270.
- Volkova T. P. Редкометальное оруденение Украинского щита // Матеріали міжнародної науково-практичної конференції «Регіон-2003: стратегія оптимального розвитку». — 22-25 tháng 4 năm 2003, Kharkiv, tr. 217-218.
- Volkova T. P., Popov R. V. Особенности размещения тантал-ниобиевого оруденения в Октябрьском массиве // Благородные и редкие металлы. Kỷ yếu Hội nghị quốc tế «БРМ-2003» lần thứ tư. Donetsk, 22-26 tháng 9 năm 2003 — tr. 186-189.